# Chéreng
Chéreng település Franciaországban, Nord megyében. Lakosainak száma 3040 fő (2022. január 1.). Chéreng Tressin, Willems, Anstaing, Baisieux és Gruson községekkel határos.

## Népesség
A település népességének változása:
| Lakosok száma | 2976 | 2988 | 3032 | 2990 | 2991 | 2973 | 2978 | 3001 | 3040 |
|               | 2013 | 2015 | 2016 | 2017 | 2018 | 2019 | 2020 | 2021 | 2022 |